# Theydon Bois
Theydon Bois is een civil parish in het bestuurlijke gebied Epping Forest, in het Engelse graafschap Essex. De plaats telt 4062 inwoners. De civil parish telt 16 monumentale panden.